# Josef Alois Kessler

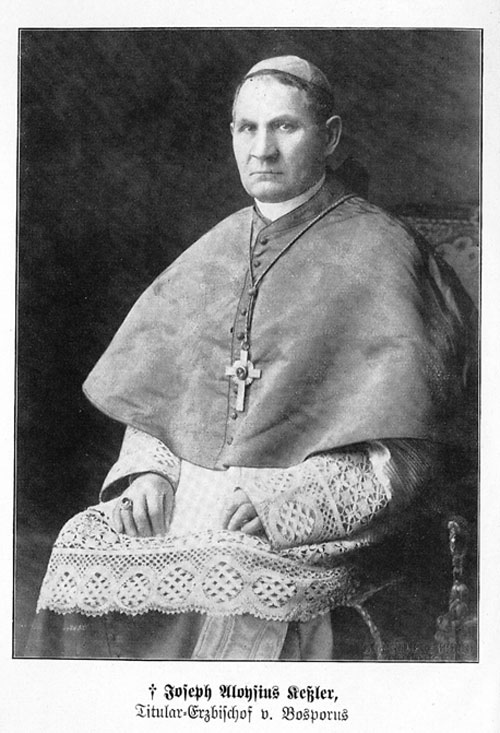
Josef Alois Kessler

Josef Alois Kessler (russ. Ио́сиф (Йо́зеф) Алои́з Ке́сслер; * 12. August 1862 im Dorf Louis (Ostrogowka), Gouvernement Samara, Russisches Reich; † 10. Dezember 1933 in Zinnowitz, Deutschland) war ein deutschstämmiger Erzbischof der römisch-katholischen Kirche im Russischen Zarenreich. Er war Bischof von Tiraspol und gilt als der letzte wolgadeutsche Bischof.

## Leben
Josef Alois Kessler entstammte einer katholischen Familie deutscher Herkunft. Im Jahre 1889 empfing er nach einem Theologiestudium in Saratow die Priesterweihe. Kessler studierte an der Theologischen Akademie in Sankt Petersburg und absolvierte diese mit einem Magister-Abschluss in Theologie. Er begann seine Seelsorgetätigkeit als Vikar in Saratow. 1892 war er Priester des Dekanats von Simferopol, im Jahre 1895 Priester in Sulz, von 1899 bis 1903 Seminarinspektor in Saratow und ab 1904 Domherr in Saratow.
Josef Kessler wurde am 1. April 1904 zum Bischof von Tiraspol ernannt. Die Bischofsweihe spendete ihm am 10. November 1904 der Erzbischof von Mohilev Jerzy Józef Elizeusz Szembek. Mitkonsekratoren waren sein Amtsvorgänger und Bischof von Vilnius, Eduard von der Ropp, und der Bischof von Kujawien-Kalisz, Stanisław Kazimierz Zdzitowiecki.
Im Laufe seiner Tätigkeit als Bischof begründete einen Buchverlag für geistliche Literatur, unterstützte die Arbeit des Mönchtums, besuchte alle Dekanate des großflächigen Bistums und spendete um die 75.000 Firmungen. Vor dem Einmarsch der Bolschewisten verließ Kessler am 14. August 1918 die Stadt Saratow und wanderte zu Fuß nach Odessa. Als sich eine Machtübernahme durch die Kommunisten auch in Odessa abzeichnet, verfasste der Bischof einen Brief als Warnung an die Nation, in dem er die bolschewistische Regierung als Machtübernahme durch einen Antichristen betitelte, und er forderte, dass derjenige, der sich dieser Macht anschließe, von der Kirche ausgeschlossen werden solle. Die neue Sowjetregierung sah sich in ihrem Bestreben gestärkt, Kessler möglichst schnell ausfindig zu machen. Heimlich versuchte er Russland zu verlassen und nach Bessarabien (heutiges Moldawien) zu gelangen, wo er einige Zeit zuvor Priester des Dorfes Krasna gewesen war. 1922 reiste er in die USA. Dort versuchte Kessler, Spenden für die Hungernden im Wolgagebiet zu sammeln. Am 23. Januar 1930 nahm Papst Pius XI. seinen Verzicht auf das Bistum Tiraspol an und ernannte ihn zum Titularerzbischof von Bosporus. Den Rest seines Lebens verbrachte er in Deutschland, in Zinnowitz auf der Insel Usedom.
Josef Alois Kessler fand seine letzte Ruhe in Ornbau, neben Bischof Franz Xaver von Zottmann, der ebenfalls als Bischof von Tiraspol gewirkt hatte.